# Kašmírština
Kašmírština je indoevropský jazyk, kterým hovoří část obyvatel Kašmírského údolí v indickém státě Džammú a Kašmír. Obvykle se řadí do skupiny dardských jazyků, které leží mezi jazyky indickými a íránskými. Vědci však nejsou zcela zajedno – kašmírština byla v historii hodně ovlivněna indickými jazyky a vykazuje s nimi mnoho společných rysů.
Kašmírština je jedním z 18 jazyků oficiálně uznaných indickou ústavou, avšak v domovském státě Džammú a Kašmír nemá postavení státního jazyka – tím je zde urdština s angličtinou.

## Historie
Nejstarší literární památky jsou ze 14. století.
Minulá vláda na sklonku roku 2000 chystala zavedení výuky kašmírštiny na první stupně základních škol, spolu s dogri a paňdžábštinou. Vyhlásil to 18. listopadu 2000 tehdejší premiér Džammú a Kašmíru, Farooq Abdullah, a ministr školství Mohammad Shafi.

## Abeceda a výslovnost
Starší kašmírské památky jsou psány písmem šáradá, které se podobá dalším indickým písmům vyvinutým z bráhmí. Dnes toto písmo používají již jen někteří kněží pro náboženské účely, sestavování horoskopů apod.
Muslimští Kašmířané preferují upravenou persko-arabskou abecedu, psanou stylem nastalík (نستلىق). Kašmířané vyznávající hinduismus se spíše přiklánějí k písmu devanágarí. Přestože je muslimů většina, na internetu získáme opačný dojem. Projevují se tu totiž hlavně hinduističtí vyhnanci (Kashmiri Pandits), používající devanágarí, případně různé způsoby přepisu do latinky.
Vláda Džammú a Kašmíru uznává jako jediné písmo pro kašmírštinu nastalík a vysluhuje si tím kritiku zejména z řad hinduistické diaspory. Vláda argumentuje tím, že nastalík je již po staletí (rozuměj od doby vpádu muslimů z Persie) svázán s kašmírskou kulturou, zatímco devanágarí je cizorodý prvek, zavlečený s hindštinou až v dobách britské Indie.
Kašmírštině chybí cerebrální afrikáty, které najdeme u ostatních dardských jazyků. Od indoárijských jazyků ji zase odlišuje bohatě rozvinutý systém sykavek (s, z, š, ž).
Přehled kašmírských písmen následuje (jsou uvedena zleva doprava v pořadí podle nastalíku, přestože toto písmo se píše zprava doleva; paralelně jsou uvedeny ekvivalenty v devanágarí):
| nastalík:   | ب | پ | پھ | ت | تھ | ٹ | ٹھ | ث | ج | چ | چھ | ح | خ  | د | ڈ | ذ | ر | ڑ | ز | ژ | ژھ | س | ش | ص | ض | ط | ظ | ع | غ  | ف | ق | ک | کھ | گ | ل | م | ن  | و | ہ | ے | ؠ   |
| devanágarí: | ब | प | फ  | त | थ  | ट | ठ  |   | ज | च | छ  |   | ख़  | द | ड |   | र | ड़ | ज़ | च़ | छ़  | स | श |   |   |   |   |   | ग़  | फ़ | क़ | क | ख  | ग | ल | म | न/ं | व | ह | य | य/- |
| přepis:     | b | p | ph | t | th | ţ | ţh | ś | j | č | čh | h | kh | d | ḑ | z | r | ṛ | z | c | ch | s | š | s | z | t | z | ʿ | gh | f | q | k | kh | g | l | m | n  | v | h | y | ý   |

| nastalík:   | َ    | ا/آ | ٔ   | ٲ  | ِ   | یٖ  | ےٚ  | ے  | ُ   | وٗ  | ٕ   | ٳ  | ۆ  | و  | ۄ  | ۄا |
| devanágarí: | अ/- | आ/ा  | ॳ/ऺ | ॴ/ऻ | इ/ि | ई/ी | ऎ/ॆ | ए/े | उ/ु | ऊ/ू | ॶ/ॖ | ॷ/ॗ | ऒ/ॊ | ओ/ो | ॲ/ॅ | ऑ/ॉ |
| přepis:     | a   | ā   | ạ  | ạ̄  | i  | ī  | e  | ē  | u  | ū  | ụ  | ụ̄  | o  | ō  | ọ  | ọ̄  |